# Martin Seger (Politiker)

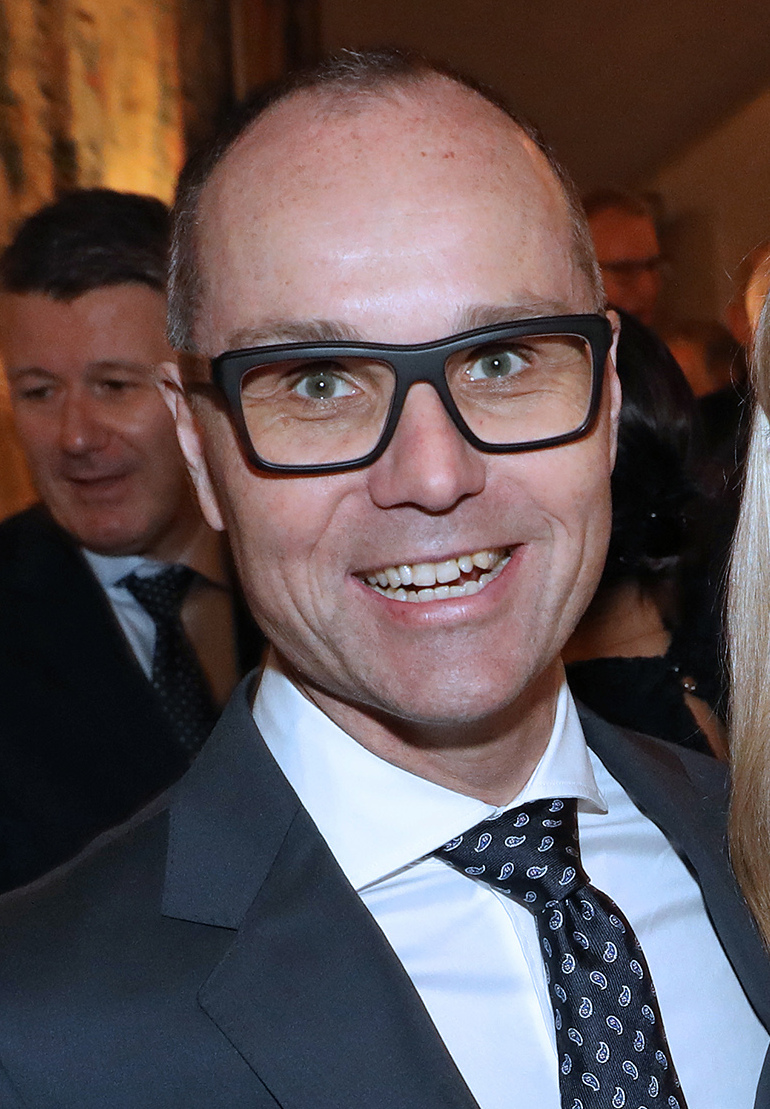
Martin Seger

Martin Seger (* 18. Oktober 1976 in Schaan) ist ein liechtensteinischer Unternehmer und Politiker (DpL). Er ist seit 2025 Abgeordneter im liechtensteinischen Landtag.

## Biographie
Martin Seger absolvierte eine Lehre als Heizungsplaner sowie eine Zusatzausbildung als Lüftungsplaner. Seger bekleidete von 2002 bis 2011 die Position des Geschäftsführers der Gebäude-, Industrie- und Haustechnikfirma Novintec AG, später atel AG, in Schaan. Seit dem Jahr 2011 ist er Inhabers und Geschäftsführer der Seger Lufttechnik AG, die im Bereich des Lüftungs- und Klimaanlagebaus tätig ist und ihren Sitz in Schaan, Buchs und Zürich hat.
Seger, der sich dem Luftgewehrschießen widmete, erreichte mehrere Landesrekorde, errang Landes- und Schweizermeistertitel und nahm an Europa- und Weltmeisterschaften sowie den Kleinstaatenspielen teil, bei denen er 1999 die Silbermedaille gewann.
Bei der Landtagswahl in Liechtenstein 2025 wurde er für die Demokraten pro Liechtenstein zum Abgeordneten im Landtag des Fürstentums Liechtenstein gewählt.
Seger ist mit Patrizia Daiber (* 1983) verheiratet und hat vier Kinder.